# Франко Россі
Фра́нко Ро́ссі (італ. Franco Rossi, Флоренція, 28 квітня 1919 — Рим, 5 червня 2000) — італійський режисер і сценарист, продюсер.

## Біографія
Россі народився у Флоренції. Спочатку вивчав право, а потім почав працювати в театрі. Був помічником режисерів Маріо Камеріні, Луїса Тренкера, Ренато Кастеллані, Альдо Вергано. Дебютував як режисер у фільмі «Фальшивомонетники» 1950 року. Його першим кіноуспіхом був «Брехливий» 1954 року, де головну роль зіграв Альберто Сорді. Іншими його відомими фільмами стали: «Друзі на все життя» (1955), «Оголена одісея» (1961), «Три ночі любові» (1964), «Лялечки» (1965), і «Підстав іншу щоку» (1974).
Працював на італійському телебаченні, де зняв у 1968 році серіал «Одісея». Його найвідомішою роботою на телебаченні став серіал «Quo Vadis?» 1985 року.

## Фільмографія
- 1950 : Фальшивомонетники / I falsari
- Solo per te Lucia (1952)
- 1954 : Спокусник / (Il seduttore)
- 1955 : Друзі на все життя / (Amici per la pelle)
- Amore a prima vista (1957)
- Каліпсо (1958)
- Morte di un amico (1959)
- Odissea nuda (1961)
- Smog (1962)
- 3 notti d'amore (1964), епізод «La moglie bambina»
- Controsesso (1964), епізод «Cocaina la domenica»
- 1964 : Вища невірність / (Alta infedeltà), епізод «Скандаліст»
- 1965 : Лялечки / (Le bambole), епізод «Суп»
- 1965 : Комплекси / (I complessi), епізод «Комплекс нубійського раба»
- Non faccio la guerra, faccio l'amore (1966)
- Una rosa per tutti (1967)
- Le streghe (1967), епізод «La siciliana»
- Odissea (1968), телесеріал
- Каприз по-італійськи (1968), епізод «Viaggio di lavoro»
- Giovinezza, giovinezza (1969)
- Eneide (1971), телефільм
- Il giovane Garibaldi (1974), телефільм
- Porgi l'altra guancia (1974)
- Come una rosa al naso (1976)
- 1977 : Інша половина неба / (L'altra metà del cielo)
- Storia d'amore e d'amicizia (1982), телесеріал
- Quo Vadis? (1985), телесеріал
- Lo scialo (1987), телесеріал
- Un bambino di nome Gesù (1987), телесеріал
- Ci sarà un giorno - Il giovane Pertini (1993), телефільм
- Michele alla guerra (1994), телефільм